# 490 Veritas
För andra betydelser, se Veritas.
490 Veritas eller 1902 JP är en asteroid i huvudbältet, som upptäcktes 3 september 1902 av den tyske astronomen Max Wolf. Den är uppkallad efter den romerska gudinnan Veritas.
Asteroiden har en diameter på ungefär 118 kilometer. Den tillhör och har givit namn åt asteroidgruppen Veritas.